# FutureSAX
futureSAX ist die Innovationsplattform des Freistaates Sachsen. Sie richtet sich an Gründer, Unternehmer, Wissenschaftler sowie Kapitalgeber und Investoren. Sie verfügt über ein Netzwerk von mehr als 8500 Kontakten aus Wirtschaft, Wissenschaft, Politik und Verwaltung.

## Hintergrund und Entwicklung
1999 startete das Sächsische Staatsministerium für Wirtschaft, Arbeit und Verkehr den Businessplan-Wettbewerb futureSAX für die IT-Branche. Im Jahr 2000 wurde die Marke eingetragen und 2002 das Programm auf alle Branchen erweitert. Seit Mitte 2018 ist futureSAX eine eigene GmbH des Freistaates Sachsen und betreut Unternehmen.

## Wettbewerbe

### Sächsischer Innovationspreis
Am alle zwei Jahre stattfindenden Wettbewerb um den Sächsischen Staatspreis für Innovation können Unternehmen und Handwerksbetriebe, die im Freistaat Sachsen ansässig sind und bis zu 500 Mitarbeiter beschäftigen, teilnehmen. Der Sächsische Staatspreis für Innovation ist mit 50.000 Euro dotiert, zusätzlich wurde bisher im Rahmen des Wettbewerbs ein Sonderpreis der sächsischen Handwerkskammern in Höhe von 5000 Euro vergeben.

### Sächsischer Gründerpreis
Der Wettbewerb richtet sich an Studierende, Wissenschaftler, Angestellte, Selbständige oder Erfinder. Ausgezeichnet werden Geschäftsideen und Gründungskonzepte, die von einer Fachjury bewertet werden. Insgesamt sind Preisgelder in Höhe von 30.000 Euro ausgelobt. Im Rahmen des Wettbewerbs findet zudem der futureSAX-Publikumspreis mit öffentlichen Onlinevoting statt.

### Sächsischer Transferpreis
Im Jahr 2021 wurde zum dritten Mal der Sächsische Transferpreis verliehen. Ausgezeichnet werden mit diesem Preis Wissens- und Technologietransferprojekte mit Modellcharakter. Bewerben können sich Unternehmen mit Sitz in Sachsen gemeinsam mit einer wissens- und technologiegebenden Einzelperson aus einer Hochschule oder außeruniversitären Forschungseinrichtung. Auch beim Transferpreis werden insgesamt 30.000 Euro Preisgeld vergeben.